# Raimon Escrivan

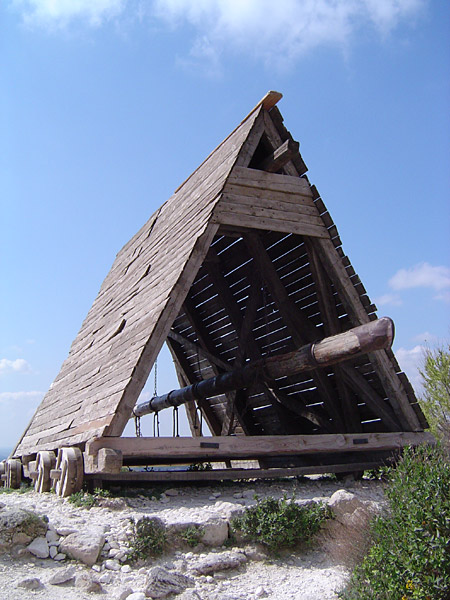
Reconstrucció d'una gata (amb un ariet a dins)

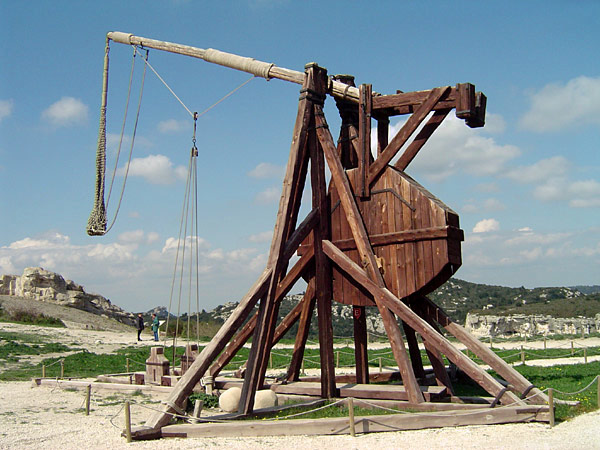
Reconstrucció d'un trabuquet. Els dos al castell de Baus

Raimon Escrivan (fl. 1218) fou un trobador occità. Se'n conserva només una tensó.

## Vida
Raimon Escrivan fou un trobador de Tolosa. Se l'ha intentat identificar amb alguns personatges històrics coneguts, però aquestes identificacions són dubtoses i Escrivan és un cognom relativament freqüent. En tot cas, el trobador era a Tolosa durant el setge de Simó de Montfort de 1218 i en aquest marc escrigué aquesta original tensó que consisteix en un diàleg fingit entre dues màquines de guerra: una gata i un trabuquet. La gata era una protecció en forma triangular (de fusta, protegida amb pells o metall perquè no cremés) que permetia que un grup d'assetjadors s'acostés a la muralla a cobert. El trabuquet era una màquina d'artilleria que permetia llançar projectils. En la Cançó de la croada s'explica que els tolosans havien construït un trabuquet i els francesos, una gata que fou efectivament destruïda per una pedra llançada pel trabuquet. Això és el que es narra en la tensó. Cal notar que Simó de Montfort morí precisament el juny de 1218 en una acció on els tolosans destruïren una màquina de setge.

## Obra
Se'n conserva només la tensó esmentada.

### Tensó
- (398,1)[2] Senhors, l'autrier vi ses falhida

### Repertoris
- Alfred Pillet / Henry Carstens, Bibliographie der Troubadours von Dr. Alfred Pillet […] ergänzt, weitergeführt und herausgegeben von Dr. Henry Carstens. Halle : Niemeyer, 1933 [Raimon Escrivan és el número PC 398]